# Tachina augens
Tachina augens är en tvåvingeart som beskrevs av Walker 1853. Tachina augens ingår i släktet Tachina och familjen parasitflugor. Inga underarter finns listade i Catalogue of Life.